# ドンベヤ・ワリキー
- Dombeya wallichii[1][2]
- ドンベヤ・ワリキー[3]
- ドムベヤ・ウァリキィ[4]
- ドンベア[5][6]
- ドンベヤ[7]
- ピンクボール[8]

ドンベヤ・ワリキー（学名：Dombeya wallichii）はアオイ科ドンベヤ属の常緑低木〜中木。旧アオギリ科。

## 特徴
高さ2–6m、原産地では9mに達する。木全体に毛が多い。葉は長さ15–25cmの広卵形、ハート型または浅く3裂する形状で明るい緑色。葉は両面有毛でざらつき、互生する。葉縁には不揃いの角張った鋸歯がある。花はピンク色や白色、径2–3cmほどの5弁花で、多数集まって半球形〜ほぼ球形のアジサイに似た大きな花序を形成する。花に甘い香りがあり、昆虫が集まる。花序は直径10–20cm。花期は冬〜春（9月〜3月）で、枝が曲がるほどに花序が多数ぶら下がり目立つ。果実は褐色の蒴果。同属のドンベヤ・バージェシアエD. burgessiaeとの種間雑種カイオイキシイD. × cayeuxiiも作出されている。

## 分布と生育環境
東アフリカ、マダガスカル原産。

## 利用
公園樹、庭木に用いられる。肥沃で排水の良い土壌を好む。耐風性が弱いため、風当たりの弱い場所に植栽する。生長が早く、徒長枝は開花後に強剪定により切り戻す。コナジラミやハダニの防除に留意する。繁殖は挿し木による。

## ギャラリー

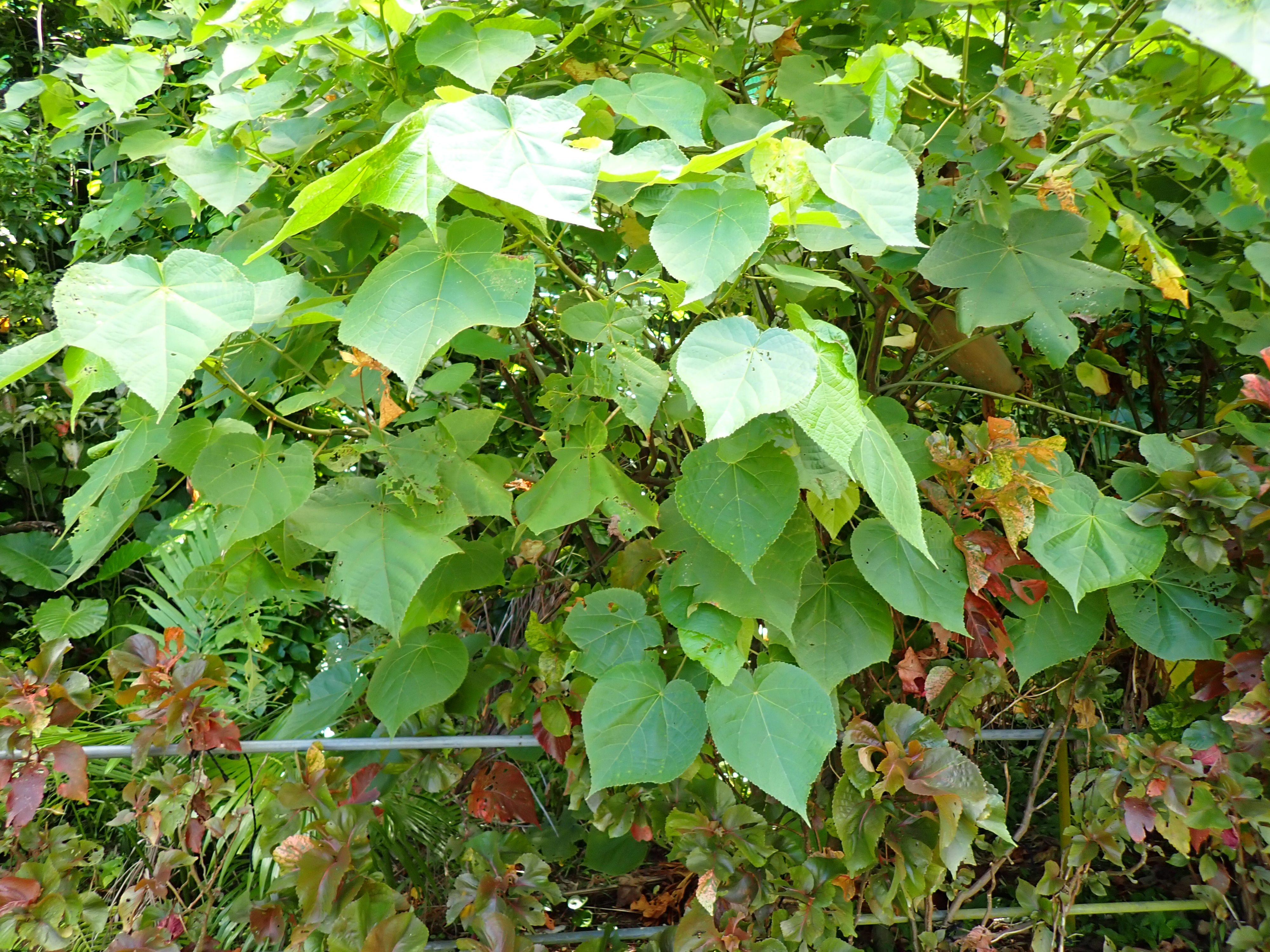
葉はハート型または3裂する（2024年10月 沖縄県沖縄市 東南植物楽園）
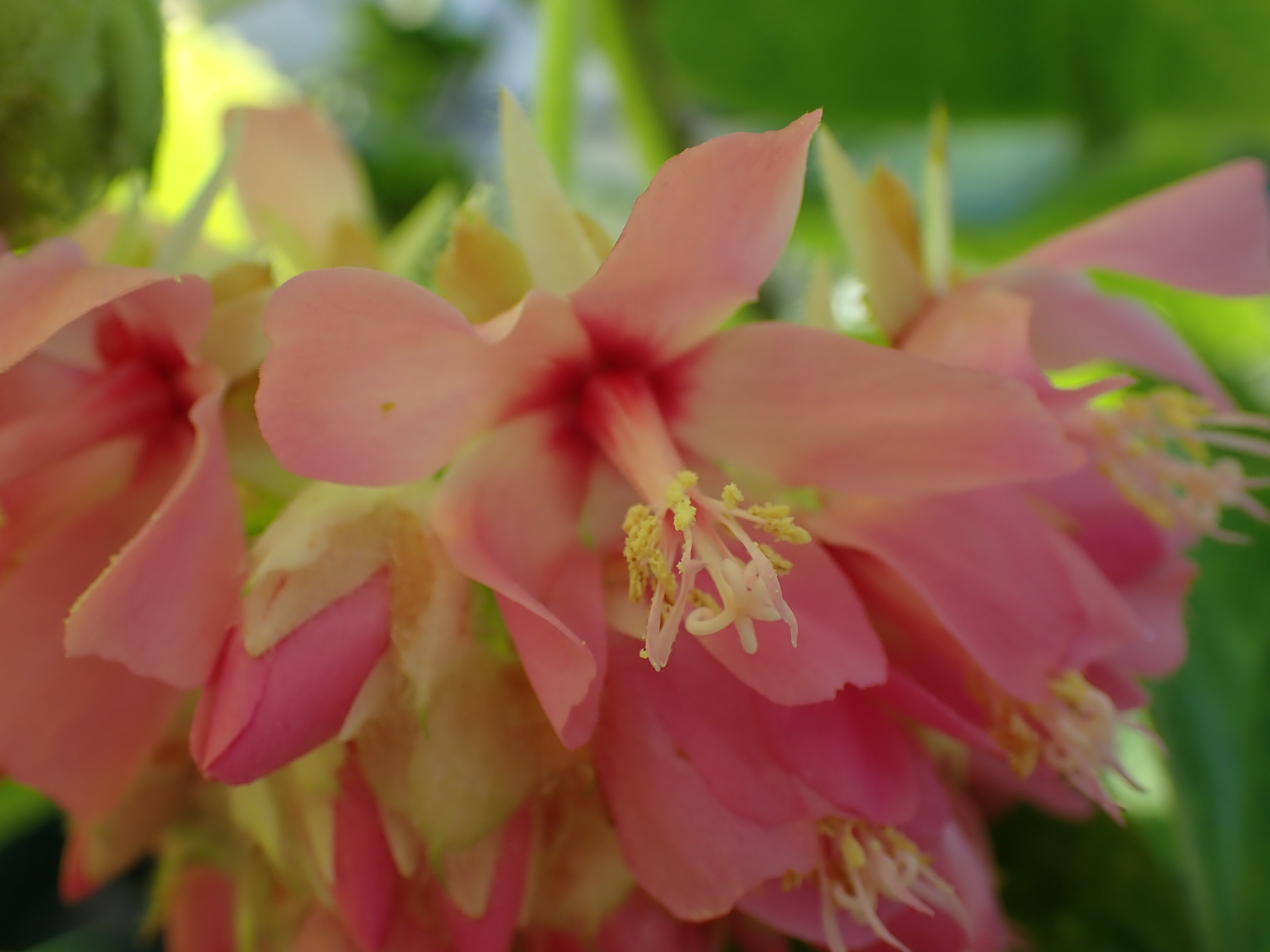
花の拡大画像（2024年12月 東京都 夢の島熱帯植物館）
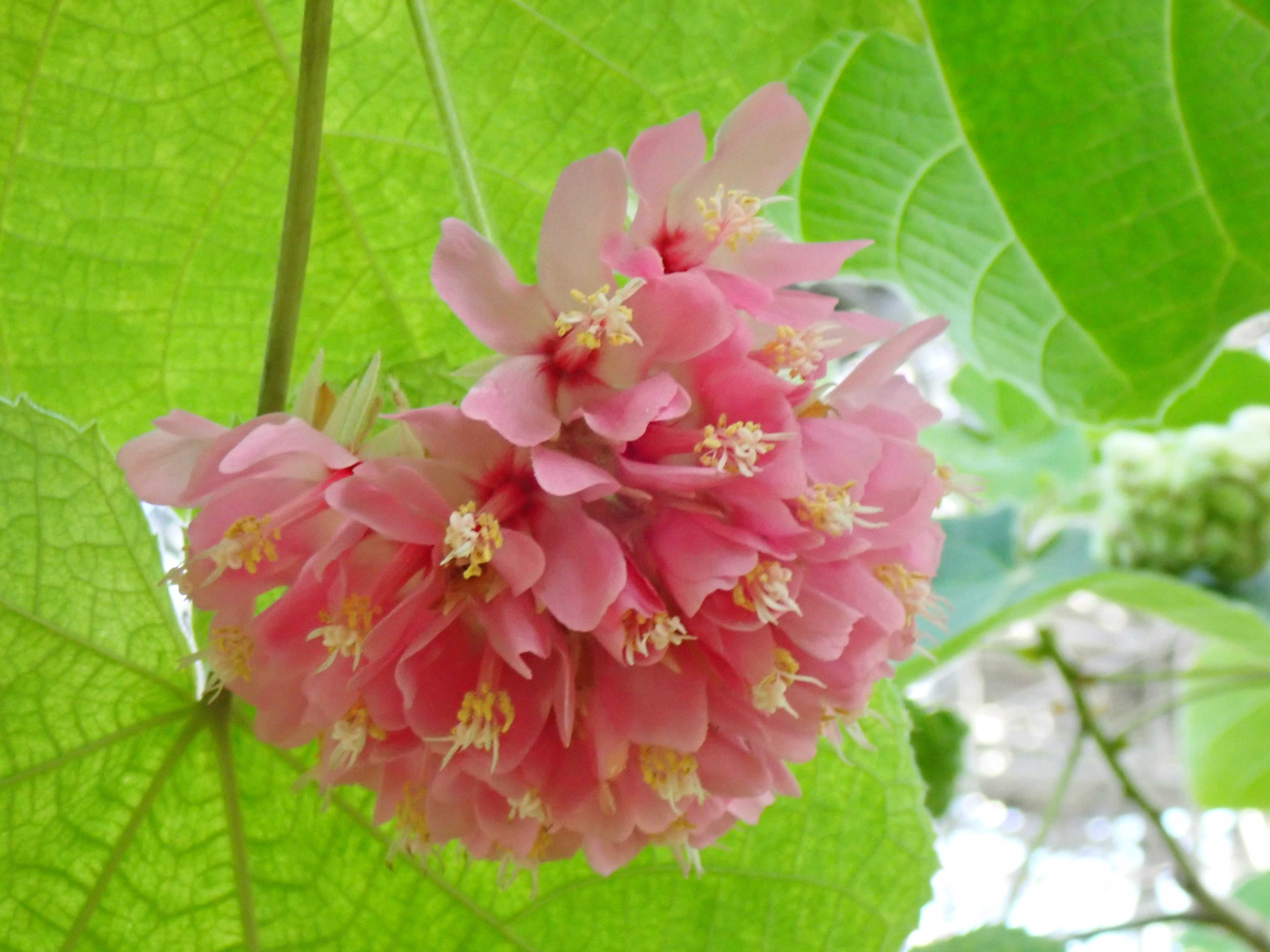
垂下する花序（2024年12月 東京都 夢の島熱帯植物館）
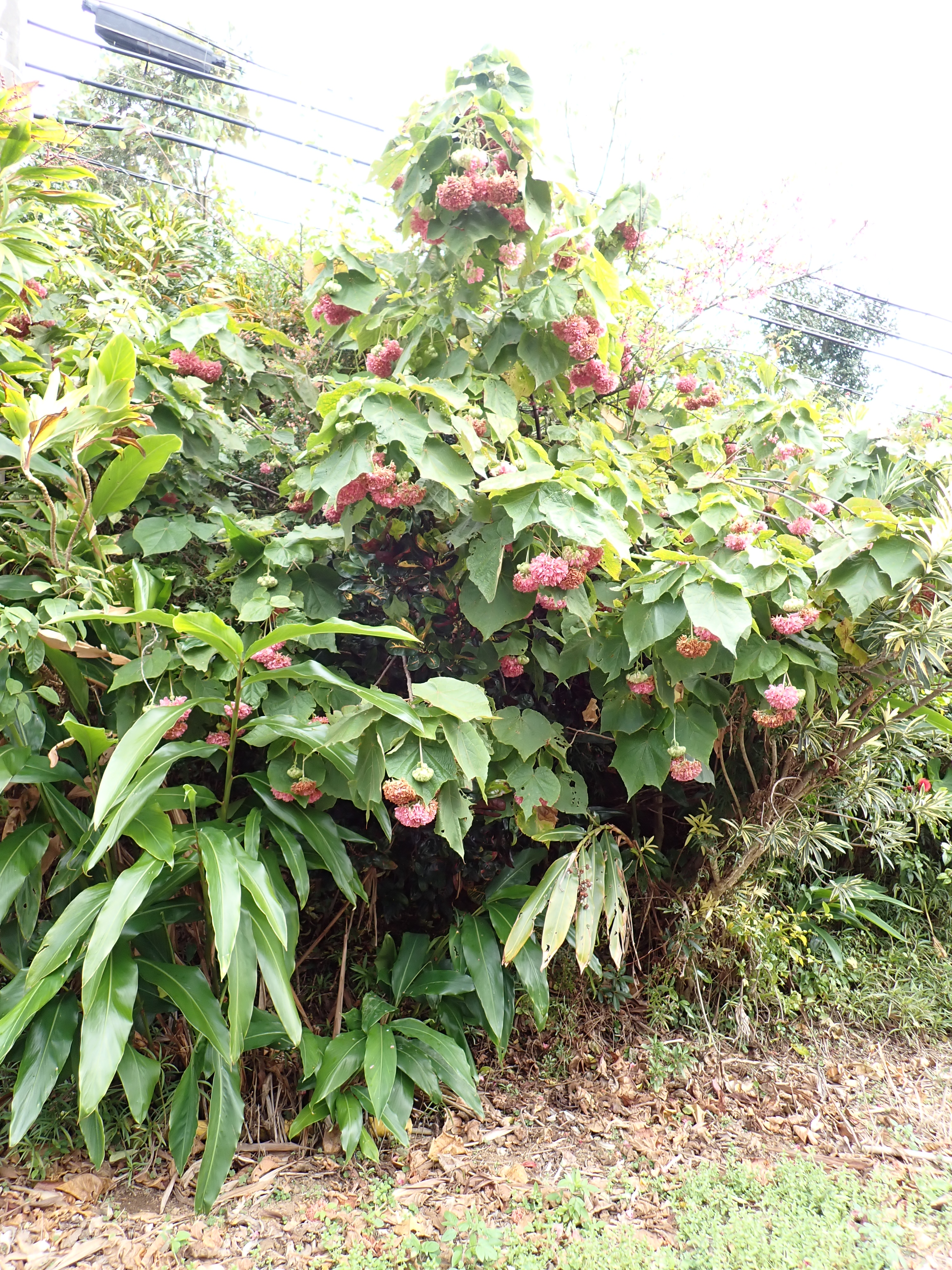
ドンベヤ・ワリキーの植栽（2025年2月 沖縄県東村）